# Planchonella boninensis
Planchonella boninensis är en tvåhjärtbladig växtart som först beskrevs av Takenoshin Nakai, och fick sitt nu gällande namn av Genkei Masamune och Masayuki Yanagihara. Planchonella boninensis ingår i släktet Planchonella och familjen Sapotaceae.
Artens utbredningsområde är Ogasawara-shoto. Inga underarter finns listade i Catalogue of Life.